# کتلزبستون
کتلزبستون (به انگلیسی: Kettlebaston) یک روستا و محله مدنی در بریتانیا است که در Babergh واقع شده‌است.